# Henry Holze
Henry Holze (* 19. Oktober 1914 in Hoya; † 25. Januar 2008 in Bremen) war ein deutscher evangelisch-lutherischer Theologe.

## Leben
Holze studierte evangelische Theologie und wurde am 7. Januar 1945 in Westen/Aller ordiniert. Seine erste Pfarrstelle trat er in Verden an. 1948 kam er als Pastor nach Hotteln. 1955 wurde er Studiendirektor des Predigerseminars Imbshausen, 1963 Superintendent des Kirchenkreises Celle und 1967 Leiter des Pastoralkollegs in Loccum. Am 1. September 1978 trat er in den Ruhestand.

## Veröffentlichungen
- Das andere Rußland. Stimmen aus heutiger sowjetischer Literatur (Hannover 1987)
- Hoffnung gegen Apokalyptik (Hannover 1986)
- 30 Jahre Pastoralkolleg 1947-1977. Berichte und Dokumente (Loccum 1978)
- Kirche und Mission bei Ludwig Adolf Petri. Ein Beitrag zum Missionsgespräch des 19. Jahrhunderts (Göttingen 1966)
- Gottesdienst und Gemeindeaufbau (Berlin 1958)